# Sojka zelenavá
Sojka zelenavá (Cyanocorax yncas) je druh rodu Cyanocorax čeledi krkavcovití (Corvidae).

## rozšíření
Jedná se o druh žijící v Jižní Americe.

## Popis
Dospělí jedinci mají asi 27 cm na délku a vyskytují se v proměnlivé škále barev; obvykle mají modré a černé hlavy, zelená křídla a hřbet, modro-zelený ocas, černý zobák, žluté nebo hnědé kroužky kolem očí a tmavé nohy.

## Ochrana
Jedná se o běžný druh sojky, Mezinárodní svaz ochrany přírody ohodnotil její stav z hlediska stupně ohrožení jako málo dotčený.

## potrava
Zelené sojky se živí širokou škálu hmyzu a ostatních bezobratlých, drobnými obratlovci a různými obilnými zrny. V oblastech, kde se vyskytuje eben, sbírají jeho semena a také žaludy veškerých druhů dubu, které schovávají do skrýší. Pokud se jim naskytne příležitost, obohatí svůj jídelníček o maso a zbytky lidského jídla. Sojky zelenavé byly pozorovány, jak používají větvičky jako nástroje k extrakci hmyzu z kůry stromů.

## Rozmnožování
Sojky zelenavé obvykle staví hnízdo na stromě nebo v trnitých keřích či houštinách a samice klade tři až pět vajec. Na vejcích sedí pouze samice, na péči o potomky se podílejí oba rodiče.

## Galerie

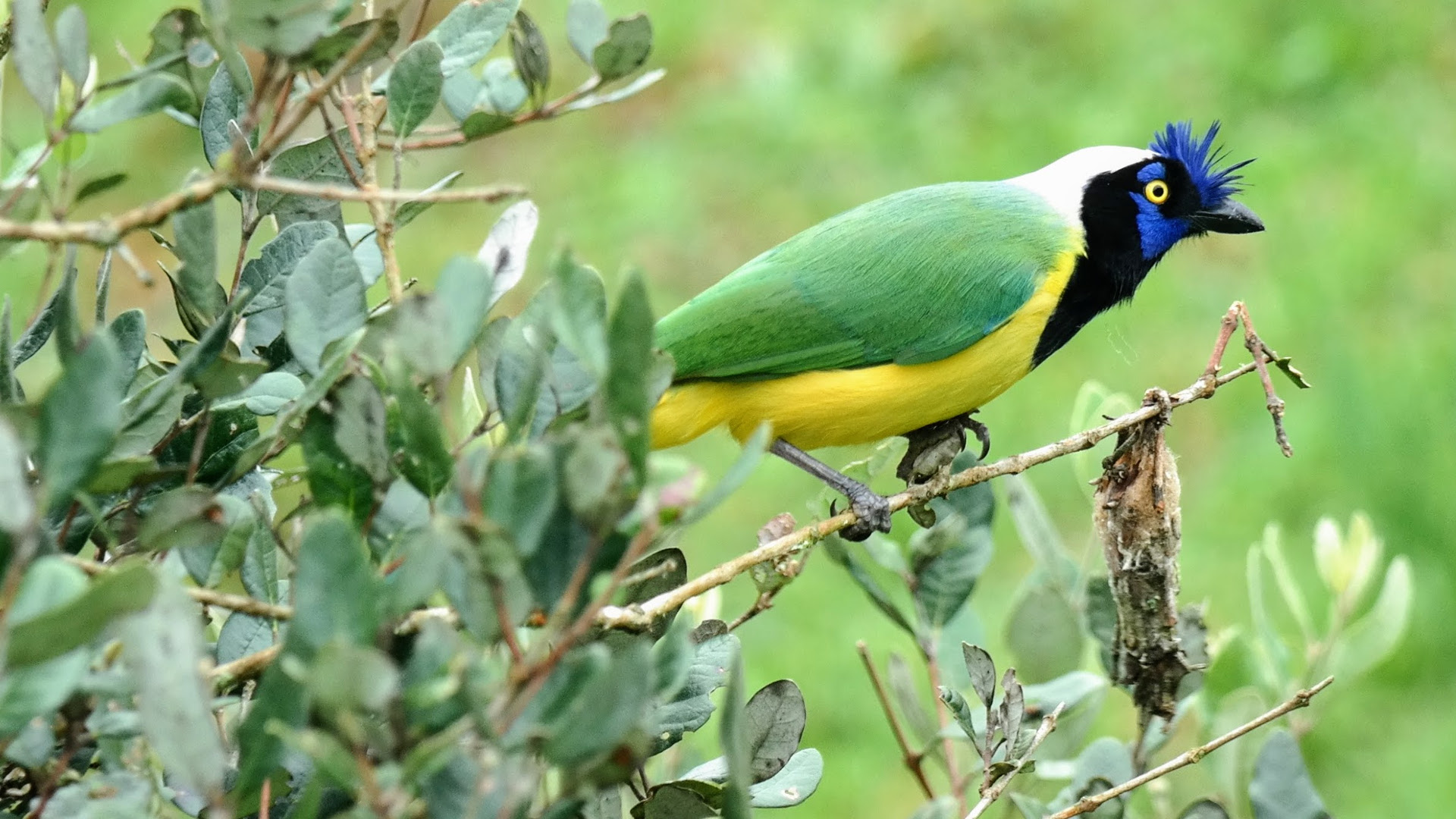
Sojka zelenavá (Kolumbie)
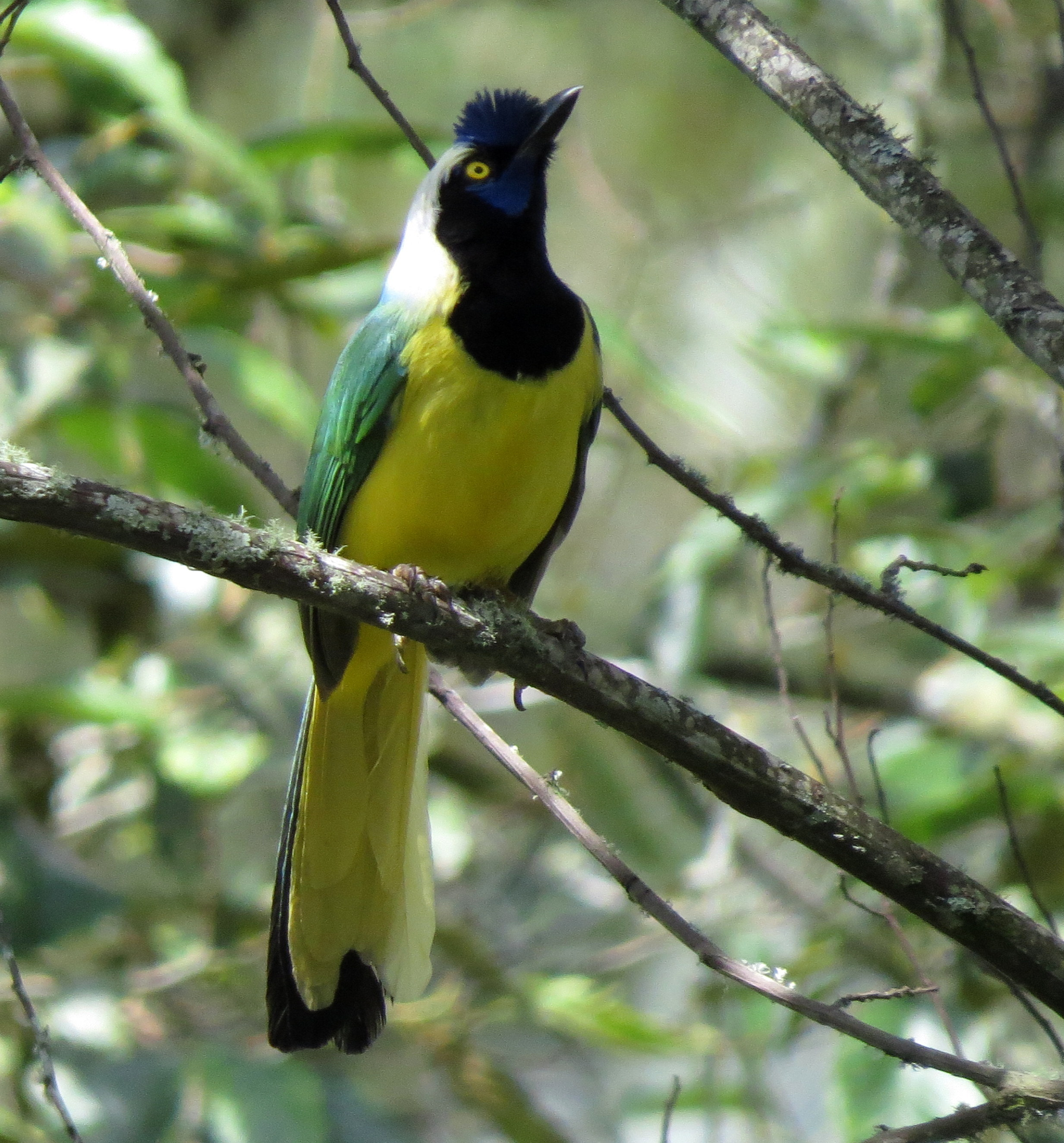
Sojka zelenavá
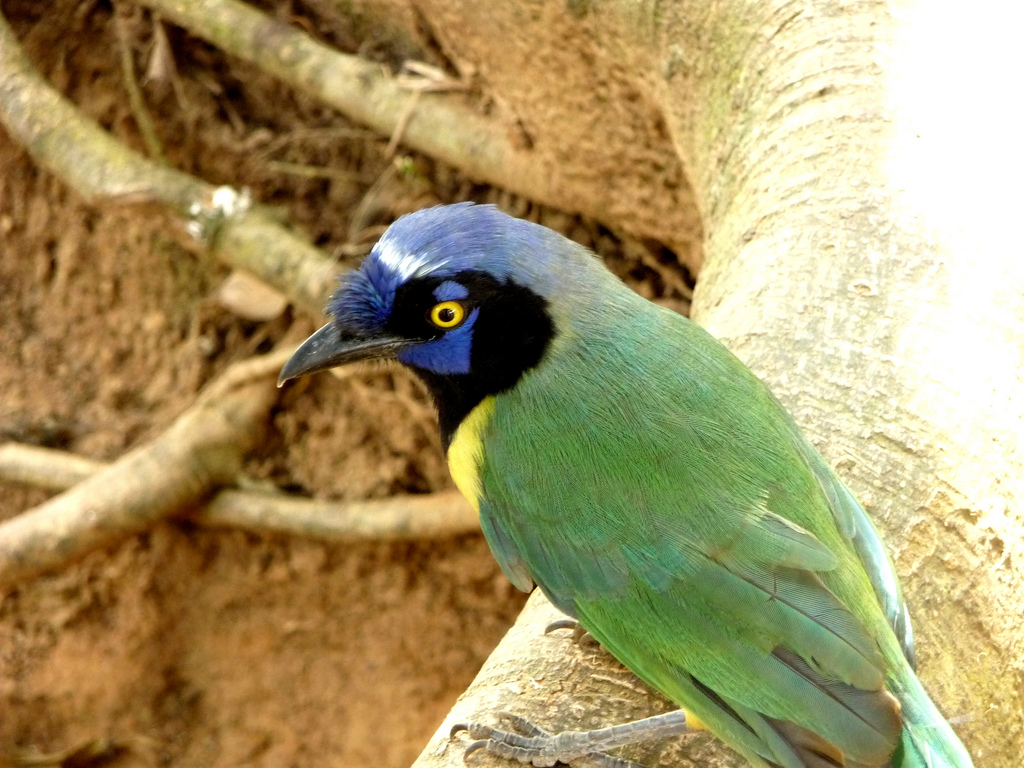
Sojka zelenavá
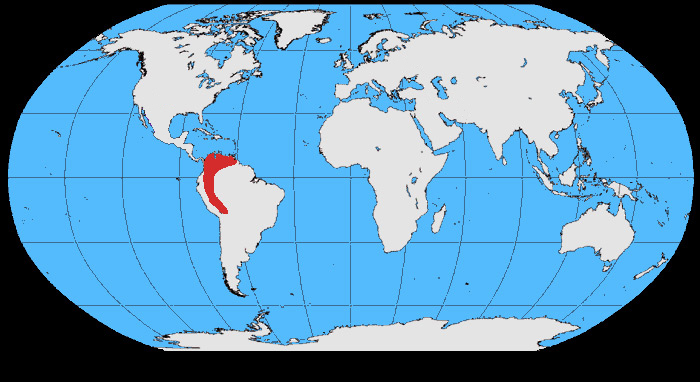
Mapa výskytu sojky zelenavé